# Den vita staden (städer)
För andra betydelser, se Den vita staden.
Den vita staden förknippas med ett flertal olika städer och områden, i regel på grund av en vit färgsättning, men ibland även associerat till en modernistisk arkitektur för ljus och hygien. Ett urval av städer som kallas den vita staden:
- Arequipa, Perus näst största stad
- Belgrad, huvudstaden i Serbien
- Biograd na Moru, en kuststad landsdelen Dalmatien i Kroatien ("den vita staden vid havet")
- Chowringhee, Calcutta, den södra delen av Calcutta i Indien
- Hammarbyhöjden, en stadsdel i Söderort inom Stockholms kommun
- Helsingfors, Finlands huvudstad ("Nordens vita stad")
- Popayán, huvudstad i departementet Cauca i Colombia
- Székesfehérvár – en stad i centrala Ungern
- Södra Ängby, en stadsdel i Västerort inom Stockholms kommun
- Traneberg, en stadsdel i Västerort inom Stockholms kommun
- Vita staden, Tel Aviv, en samling av 4 000 modernistiska byggnader i Bauhaus eller International style i Tel Aviv i Israel
- Weisse Stadt, ett bostadsområde i stadsdelen Reinickendorf i norra Berlin